# Näringsdryck
Näringsdrycker är kosttillägg framtagna för att komplettera näringstillförseln vid brist på aptit eller andra medicinska skäl vid sjukdom. Olika näringsdrycker används för olika sjukdomar eller undernäring. Näringsdryck med arginin kan vara effektiv för läkning av trycksår.